# 'Azza
'Azza, també Azzeh, 'Azzah, 'Alazzeh (àrab: مخيم العزة, muẖayyam al-ʿAzza), també anomenat Camp de Beit Jibrin (àrab: مخيم بيت جبرين, muẖayyam Bayt Jibrīn), és un camp de refugiats palestí de la governació de Betlem, a Cisjordània, situat a la ciutat de Betlem. Segons l'Oficina Central Palestina d'Estadístiques, tenia 1.924 habitants el 2016, la tercera ciutat més gran de la demarcació després de Betlem. És el camp de refugiats més petit dels 59 campaments de refugiats de Cisjordània i de la resta de països àrabs. Va ser establert en 1950 en una àrea de 20 dunams i depèn dels camps de refugiats propers d'Aida i Dheisheh per als serveis mèdics i educatius que subministren els empleats de l'UNRWA, així com de les instal·lacions de les localitats de Betlem i Beit Jala.
El campament pren el seu nom de la família Al 'Aza, una família palestina del llogaret despoblat de Beit Jibrin, a l'oest dels pujols d'Hebron, en l'actual Israel. S'estima que gairebé 50% de la població del camp d'Azza procedeix de Beit Jibrin; els altres habitants són originaris d'altres pobles que, igual que Beit Jibrin, van ser destruïts per l'exèrcit israelià en les guerres de 1948 i 1967.
L'Oficina Central d'Estadístiques de Palestina va registrar una població 1.750 persones en 2006, mentre que un informe de l'UNRWA informava que tenia una població aproximada de 1.337 en 2016. 'Azza depèn de l'Autoritat Nacional Palestina des de 1995.